# Шут
Шут или Шу или Су (може се превести као празнина или „онај који се уздиже“) је члан староегипатске енеаде из Хелиополиса, сматрана за физичко биће које поседују и људи и предмети. Бити у нечијој сенци, код Египћана значи бити у нечијој заштити. Сенка је сматрана и саставним делом неке особе, али је и засебни начин постојања.
Египћани су веровали да је човек састављен од тела (Кхет), имена (Рен), сенке (Шут) и три душе (Ка, Ба, Ах)
Први поуздани помен Шут имамо у текстовима ковчега, најчешће са поменом Ба из Средњег царства. Понекад су Ба и Шут делови исте целине, а у другим текстовима су различита бића.
Сенка се креће, а после смрти се враћа у мумију.
Такође, Шу је бог ваздуха, муж Тефнут, отац Геба и Нут.

## Породица
Створили су га Атум, његов отац и Иусасет, његова мајка, у граду Хелиополису. Имао је децу са својом сестром близнакињом Тефнут, ћерку Нут и сина Геба. Египћани су веровали да ако Су не држи свог сина и своју ћерку (бога Земље и богињу неба), раздвојене, не би могао настати живот на Земљи.
Суови унуци су Озирис, Хорус, Изида, Сет и Нефтис. Његови пра-унуци су Анубис и Хорус.

## Митови
Како ваздух, сматрало се да Су представља и хлађење. Због асоцијације са ваздухом и смиреношћу, Су се приказује у уметности како носи нојево перо. На приказима је имао између једног и четири пера. Нојево перо је симбол светлости и празнине. Магла и облаци су такође Суови елементи и они се често називају његовим костима. Због свог положаја између неба и земље, он је такође познат као ветар.
У каснијим митовима, он представља страшну катастрофу. Крајем Старог краљевства, је речено да су се Тефнут и Су посвађали и Тефнут напустила Египат и отишла у Нубију. Речено је да Су брзо сазнао да му недостаје, али се она претворила у мачку која је уништила било ког човека или бога који би јој се приближио. Али се Тот прерушио и на крају успео да је убеди да се врати.
Грци су повезали Суа са Атласом, Титаном који је држао небеске сфере, јер су обојица приказани како држе небо.
Су је углавном представљен као човек, иако се понекад приказује са лављом главом. У египатској митологији, Су је настао из даха бога Атума, као и његова сестра и супруга, Тефнут.
Он носи Анк, који је симбол живота.